# Liste der osttimoresischen Botschafter in Kambodscha

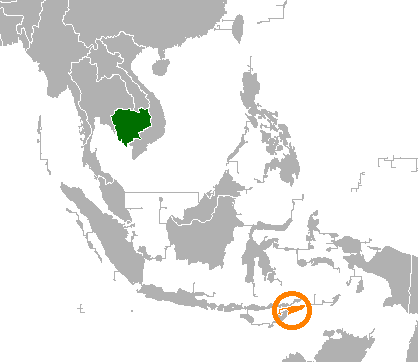
Kambodscha (grün) und Osttimor (orange)

Diese Liste führt die osttimoresischen Botschafter in Kambodscha auf. Die Botschaft befindet sich in No. 445, 11. Stock, Phnom Penh Tower, Preah Monivong Blvd., Phnom Penh.

## Hintergrund
2015 wurde mit Felicidade de Sousa Guterres von Staatspräsident Taur Matan Ruak die erste Botschafterin Osttimors in Kambodscha ernannt.
| Name                         | Bild | Amtszeit  | Anmerkungen |
| ---------------------------- | ---- | --------- | --- |
| Crisogno Leandro de Araújo   |      |           | Senior Official (Chargé d’Affaires ad Interim)                                                                                            |
| Felicidade de Sousa Guterres |      | 2016–2019 | Erste Botschafterin Osttimors in Kambodscha Ernennung: 19. November 2015 Akkreditierung: 28. April 2016 Verabschiedung: 30. Dezember 2019 |
| Hermenegildo Lopes           |      | 2020–2025 | Amtsantritt: 28. Januar 2020 Akkreditierung: 16. April 2020                                                                               |
| Marcos dos Reis da Costa     |      | seit 2025 | Vereidigung: 9. Juni 2025 Akkreditierung: 1. August 2025                                                                                  |